# Eleanor Davies-Colley
Eleanor Davies-Colley (* 21. August 1874 in Petworth, Sussex; † 10. Dezember 1934 in London) war eine britische Chirurgin. Sie gehörte zu den ersten Frauen im Vereinigten Königreich, die eine Karriere in der Chirurgie anstrebten, einem damals fast ausschließlich von Männern beherrschten Beruf und war außerdem Mitbegründerin des South London Hospital for Women and Children (Krankenhaus für Frauen und Kinder im Süden Londons).

## Kindheit und Jugend
Eleanor Davies-Colley wuchs als Tochter des Chirurgen John Neville Davies-Colley zusammen mit ihrer älteren Schwester, der Malerin Frances Baker, in Petsworth auf. Ihr Vater war, wie auch ihr Großvater mütterlicherseits Thomas Turner am Guy’s Hospital tätig. Sie ist die Cousine der Feministin und Autorin Harriet Weaver. Sie besuchte zunächst die Baker Street High School for Girls und dann das Queen’s College in London. Nach ihrem Schulabschluss arbeitete sie zunächst mit benachteiligten Kindern im Londoner East End.

## Medizinische Ausbildung und Karriere
Davies-Colley studierte ab 1902 Medizin an der London School of Medicine und erwarb dort im Jahr 1907 den Bachelor für Medizin und Chirurgie. 1910 wurde sie von der University of London zum Doctor of Medicine ernannt. Ein Jahr später wurde sie als erste Frau Mitglied des Royal College of Surgeons.
Davies-Colleys Karriere als Chirurgin erstreckte sich über fast dreißig Jahre. Nach ihrem Abschluss wurde sie Hauschirurgin unter Maud Chadburn am New Hospital for Women (später umbenannt in Elizabeth Garrett Anderson Hospital und heute Teil des University College London Hospitals). Anschließend wurde sie Lehrbeauftragte für Anatomie an der London School of Medicine und chirurgische Assistentin am Royal Free Hospital. Später war sie beben ihrer Arbeit am South London Hospital als Chirurgin am Marie Curie Cancer Hospital und als leitende Geburtshelferin am Elizabeth Garrett Anderson Hospital tätig. Im Jahr 1917 gehörte sie zu den Gründungsmitgliedern der Medical Women's Federation.

## South London Hospital for Women and Children
Davies-Colley und ihre Kollegin Maud Chadburn begannen 1911 mit der Beschaffung von Mitteln für ein neues Krankenhaus für Frauen und Kinder. Damals dienten solche Krankenhäuser dem doppelten Zweck, die medizinische Versorgung von Frauen zu verbessern und die Karriereaussichten für Ärztinnen zu erhöhen, da viele Krankenhäuser sich weigerten, Frauen einzustellen. Mit der Hilfe ihrer Cousine Harriet Weaver und anderer Feministinnen wurde genug Geld gesammelt, um 1912 eine Ambulanz in Newington Causeway zu eröffnen. Am 4. Juli 1916 eröffnete Königin Mary ein eigens für diesen Zweck gebautes Krankenhaus mit achtzig Betten am Clapham Common, das ausschließlich mit Frauen besetzt war. Davies-Colley arbeitete von der Gründung bis zu ihrem Tod am South London Hospital for Women and Children und bekleidete verschiedene Positionen, darunter die einer leitenden Chirurgin.
Ungewöhnlich war die Beibehaltung der von Davies-Colley und Chadburn initiierten Personalpolitik, die bis zur Schließung des Krankenhauses im Jahr 1984 nur Frauen zuließ.

## Tod und Vermächtnis
Davies-Colley starb 1934 an einer Schilddrüsentoxämie in London.
Einer der Hörsäle des Royal College of Surgeons of England in Lincoln's Inn Fields wurde 2004 zu Ehren von Eleanor Davies-Colley renoviert und eingeweiht, um die Rolle der Frauen in der Chirurgie zu würdigen und mehr Frauen zu ermutigen, den Beruf zu ergreifen.
Eine große Spendenaktion unter der Leitung von Averil Mansfield (der ersten Frau, die im Vereinigten Königreich Professorin für Chirurgie wurde) brachte dafür fast eine Viertelmillion Pfund ein. Der Hörsaal enthält unter anderem eine visuelle Darstellung von Eleanor Davies-Colley und anderen bahnbrechenden Chirurginnen.